# Ministère de l'Économie, du Commerce et de l'Industrie
Pour les articles homonymes, voir METI (homonymie).
Le ministère de l'Économie, du Commerce et de l'Industrie (経済産業省, Keizai-sangyō-shō), plus connu sous son acronyme anglais METI (Ministry of Economy, Trade and Industry) est le ministère de l’Économie, du commerce extérieur et de l'Industrie du Japon, institué en 2001.
Il est actuellement dirigé, depuis le 1er octobre 2024, par Yōji Mutō, membre du 102e Cabinet du Japon emmené par Shigeru Ishiba.

## Histoire
Il s’appelait initialement MITI (Ministry of International Trade and Industry, «ministère du Commerce extérieur et de l'Industrie»), qui avait été fondé en 1949.
Ses principales missions:
- encadrer l’activité économique pour l’État;
- orienter les stratégies des keiretsu;
- agir à travers l’imbrication entre la classe politique, l’administration et les firmes multinationales;
- informer les entreprises japonaises sur les marchés étrangers et les nouvelles technologies;
- surveiller les échanges extérieurs et intérieurs du Japon;
- inciter les groupes d'entreprises dans leurs choix;
- favoriser le développement des technopôles;
- se poser comme le chef d’orchestre de la croissance japonaise.

Il est notamment le ministère de tutelle de:
- l'Agence pour les ressources naturelles et l'Énergie;
- l'Agence des petites et moyennes industries;
- l'Office des brevets du Japon.

## Liste des ministres depuis 2001
| #  | Image | Nom                        | Début du mandat   | Fin de mandat     | Premier ministre          |
| -- | ----- | -------------------------- | ----------------- | ----------------- | ------------------------- |
| 1  |       | Takeo Hiranuma             | 2001              | 2003              | Jun'ichirō Koizumi        |
| 2  |       | Shoichi Nakagawa           | 2003              | 2005              | Jun'ichirō Koizumi        |
| 3  |       | Toshihiro Nikai (1re fois) | 2005              | 2006              | Jun'ichirō Koizumi        |
| 4  |       | Akira Amari                | 2006              | 2008              | Shinzō Abe Yasuo Fukuda   |
| 3  |       | Toshihiro Nikai (2e fois)  | 2008              | 2009              | Tarō Asō                  |
| 5  |       | Masayuki Naoshima          | 2009              | 2010              | Yukio Hatoyama Naoto Kan  |
| 6  |       | Akihiro Ohata              | 2010              | 2011              | Naoto Kan                 |
| 7  |       | Banri Kaieda               | 2011              | 2011              | Naoto Kan                 |
| 8  |       | Yoshio Hachiro             | 2011              | 2011              | Yoshihiko Noda            |
| 9  |       | Yukio Edano                | 2011              | 2012              | Yoshihiko Noda            |
| 10 |       | Toshimitsu Motegi          | 2012              | 2014              | Shinzō Abe                |
| 11 |       | Yūko Obuchi                | 2014              | 2014              | Shinzō Abe                |
| 12 |       | Yōichi Miyazawa            | 2014              | 7 octobre 2015    | Shinzō Abe                |
| 13 |       | Motoo Hayashi              | 7 octobre 2015    | 3 août 2016       | Shinzō Abe                |
| 14 |       | Hiroshige Sekō             | 3 août 2016       | 11 septembre 2019 | Shinzō Abe                |
| 15 |       | Isshu Sugawara             | 11 septembre 2019 | 25 octobre 2019   | Shinzō Abe                |
| 16 |       | Hiroshi Kajiyama           | 25 octobre 2019   | 4 octobre 2021    | Shinzō Abe Yoshihide Suga |
| 17 |       | Kōichi Hagiuda             | 4 octobre 2021    | 10 août 2022      | Fumio Kishida             |
| 18 |       | Yasutoshi Nishimura        | 10 août 2022      | 14 décembre 2023  | Fumio Kishida             |
| 19 |       | Ken Saitō                  | 14 décembre 2023  | 1er octobre 2024  | Fumio Kishida             |
| 20 |       | Yōji Mutō                  | 1er octobre 2024  | en cours          | Shigeru Ishiba            |